# Mikael Appelgren
Mikael Appelgren (15 de Outubro de 1961) é um mesa-tenista sueco. Foi campeão mundial de duplas (em 1985 com Ulf Carlsson) e 3 vezes campeão europeu (1982, 1988 e 1990)